# Davis City
Davis City és una població dels Estats Units a l'estat d'Iowa. Segons el cens del 2000 tenia 275 habitants.

## Demografia
Segons el cens del 2000, Davis City tenia 275 habitants, 109 habitatges, i 79 famílies. La densitat de població era de 180 habitants per km².
Dels 109 habitatges en un 33,9% hi vivien nens de menys de 18 anys, en un 54,1% hi vivien parelles casades, en un 11% dones solteres, i en un 27,5% no eren unitats familiars. En el 24,8% dels habitatges hi vivien persones soles el 10,1% de les quals corresponia a persones de 65 anys o més que vivien soles. El nombre mitjà de persones vivint en cada habitatge era de 2,46 i el nombre mitjà de persones que vivien en cada família era de 2,86.
Per edats la població es repartia de la següent manera: un 27,6% tenia menys de 18 anys, un 5,8% entre 18 i 24, un 25,5% entre 25 i 44, un 24% de 45 a 60 i un 17,1% 65 anys o més.
L'edat mediana era de 39 anys. Per cada 100 dones de 18 o més anys hi havia 95,1 homes.
La renda mediana per habitatge era de 23.750 $ i la renda mediana per família de 26.875 $. Els homes tenien una renda mediana de 25.750 $ mentre que les dones 19.250 $. La renda per capita de la població era de 10.091 $. Entorn del 25,6% de les famílies i el 28,6% de la població estaven per davall del llindar de pobresa.

## Poblacions més properes
El següent diagrama mostra les poblacions més properes.